# Ficus vieillardiana
Ficus vieillardiana är en mullbärsväxtart som beskrevs av Bur.. Ficus vieillardiana ingår i släktet fikonsläktet, och familjen mullbärsväxter. Inga underarter finns listade i Catalogue of Life.